# Championnats d'Europe de tir à l'arc 2022
Navigation
Édition précédente Édition suivante
Les Championnats d'Europe de tir à l'arc 2022 sont une compétition sportive de tir à l'arc qui ont lieu du 6 juin au 12 juin 2022 à Munich, en Allemagne. Il s'agit de la 27e édition des Championnats d'Europe de tir à l'arc.
Cette édition est également qualificative pour les Jeux européens de 2023 à Cracovie.

## Participants
| - Allemagne (12) - Autriche (8) - Azerbaïdjan (4) - Belgique (6) - Bulgarie (4) - Chypre (1) - Croatie (5) - Danemark (12) - Espagne (8) - Estonie (11) | - Finlande (10) - France (12) - Géorgie (6) - Grèce (6) - Hongrie (2) - Îles Féroé (3) - Irlande (4) - Islande (12) - Israël (5) - Italie (12) | - Kosovo (3) - Lettonie (6) - Lituanie (9) - Luxembourg (6) - Moldavie (4) - Norvège (4) - Pays-Bas (12) - Pologne (12) - Portugal (9) - Roumanie (2) | - Royaume-Uni (12) - Saint-Marin (1) - Serbie (6) - Slovaquie (10) - Slovénie (9) - Suède (6) - Suisse (10) - Tchéquie (10) - Turquie (12) - Ukraine (10) |

## Résultats

### Classique
| Épreuves          | Or                                                          | Argent                                                     | Bronze                                          |
| ----------------- | ----------------------------------------------------------- | ---------------------------------------------------------- | ----------------------------------------------- |
| Individuel hommes | Miguel Alvariño Espagne                                     | Florian Unruh Allemagne                                    | Mete Gazoz Turquie                              |
| Individuel femmes | Gülnaz Büşranur Coşkun Turquie                              | Michelle Kroppen Allemagne                                 | Katharina Bauer Allemagne                       |
| Par équipe hommes | Italie Federico Musolesi Mauro Nespoli Alessandro Paoli     | Espagne Pablo Acha Miguel Alvariño Daniel Castro           | Suisse Kéziah Chabin Florian Faber Thomas Rufer |
| Par équipe femmes | Allemagne Michelle Kroppen Katharina Bauer Charline Schwarz | Turquie Ezgi Başaran Gülnaz Büşranur Coşkun Yasemin Anagöz | Slovénie Ana Umer Urška Čavič Nina Corel        |
| Par équipe mixte  | Pays-Bas Gabriela Schloesser Rick van der Ven               | Allemagne Michelle Kroppen Florian Unruh                   | Italie Tatiana Andreoli Mauro Nespoli           |

### À poulie
| Épreuves          | Or                                                          | Argent                                          | Bronze                                             |
| ----------------- | ----------------------------------------------------------- | ----------------------------------------------- | -------------------------------------------------- |
| Individuel hommes | Mike Schloesser Pays-Bas                                    | Yakup Yıldız Turquie                            | Robin Jäätma Estonie                               |
| Individuel femmes | Isabelle Carpenter Royaume-Uni                              | Sophie Dodémont France                          | Ayşe Bera Süzer Turquie                            |
| Par équipe hommes | Turquie Batuhan Akçaoğlu Emircan Haney Yakup Yıldız         | Pays-Bas Sil Pater Mike Schloesser Stef Willems | Autriche Stefan Heincz Michael Matzner Nico Wiener |
| Par équipe femmes | Royaume-Uni Isabelle Carpenter Ella Gibson Jessica Stretton | Italie Sara Ret Elisa Roner Marcella Tonioli    | Turquie Yeşim Bostan Ayşe Bera Süzer Songül Lök    |
| Par équipe mixte  | Danemark Tanja Gellenthien Stephan Hansen                   | Estonie Lisell Jäätma Robin Jäätma              | Turquie Yeşim Bostan Emircan Haney                 |

### Tableau des médailles
- Pays organisateur ( Allemagne)

| Rang               | Nation             | Or | Argent | Bronze | Total |
| ------------------ | ------------------ | -- | ------ | ------ | ----- |
| 1                  | Turquie            | 2  | 2      | 4      | 8     |
| 2                  | Pays-Bas           | 2  | 1      | 0      | 3     |
| 3                  | Royaume-Uni        | 2  | 0      | 0      | 2     |
| 4                  | Allemagne          | 1  | 3      | 1      | 5     |
| 5                  | Italie             | 1  | 1      | 1      | 3     |
| 6                  | Espagne            | 1  | 1      | 0      | 2     |
| 7                  | Danemark           | 1  | 0      | 0      | 1     |
| 8                  | Estonie            | 0  | 1      | 1      | 2     |
| 9                  | France             | 0  | 1      | 0      | 1     |
| 10                 | Autriche           | 0  | 0      | 1      | 1     |
| –                  | Slovénie           | 0  | 0      | 1      | 1     |
| –                  | Suisse             | 0  | 0      | 1      | 1     |
| Total (12 nations) | Total (12 nations) | 10 | 10     | 10     | 30    |